# 乌日霍罗德犹太会堂
乌日霍罗德犹太会堂（烏克蘭語：Ужгор́одська синаѓога）是一座原犹太会堂，位于乌克兰西部外喀尔巴阡州乌日霍罗德。 

## 犹太会堂
这座犹太会堂于1904年7月27日竣工并投入使用，当时属于奥匈帝国的加利西亚和洛多梅里亚王国。这座建筑是由建筑师 Gyula Papp 和 Ferencs Szabolcs设计，采用华丽的浪漫主义风格，混合拜占庭复兴式建筑和摩尔复兴建筑元素。 

## 音乐厅

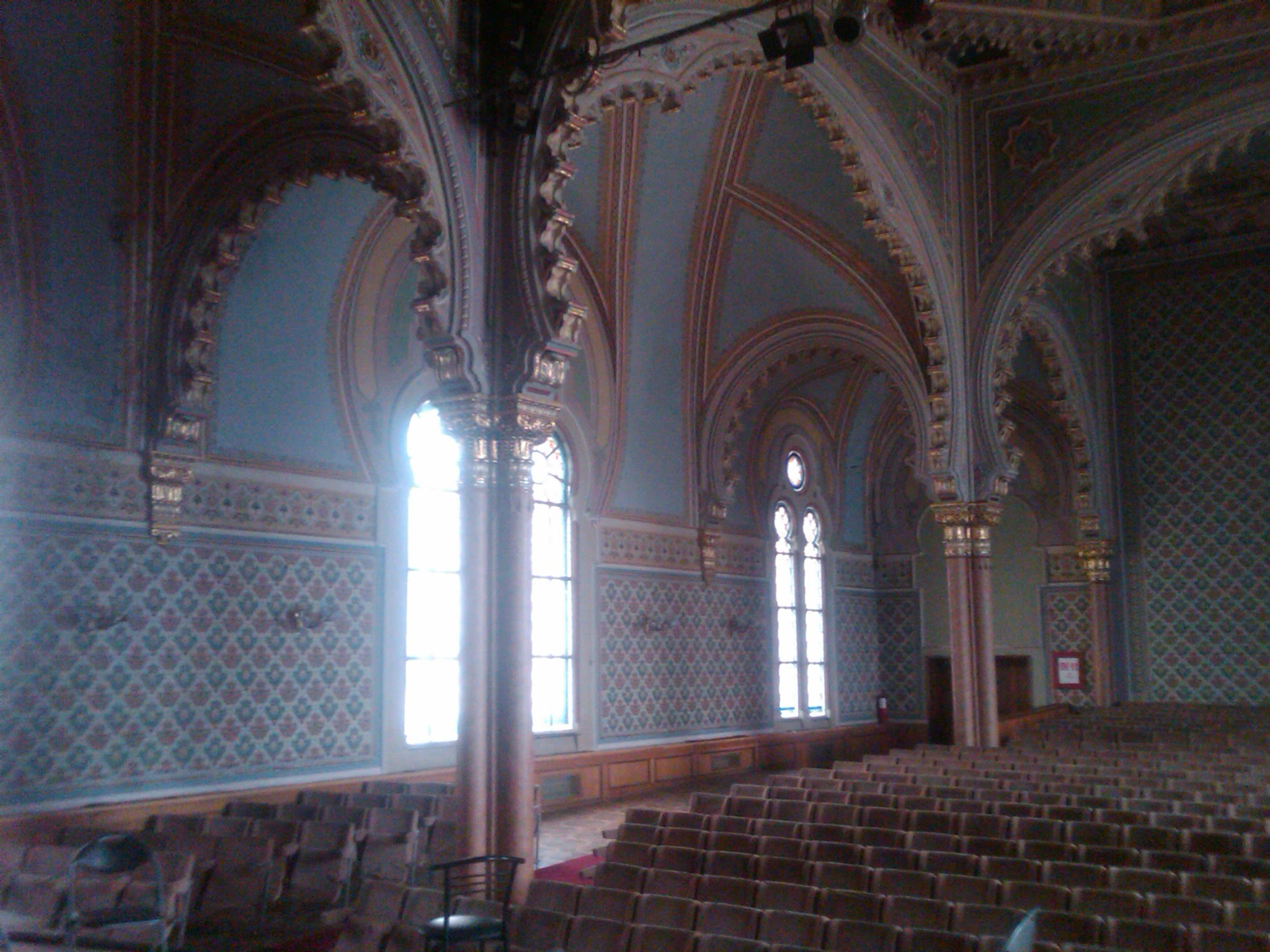
内部

第二次世界大战之后，该建筑改为乌日霍罗德的音乐厅，因其音响效果而备受赞誉。建筑内设有地区爱乐协会和外喀尔巴阡民间合唱团。建筑中所有的犹太标志都已移除。2012年，只有建筑正面有一块牌匾，纪念外喀尔巴阡州在纳粹大屠杀中被杀的8.5万名犹太人。现在有计划修复马赛克玻璃圆顶。

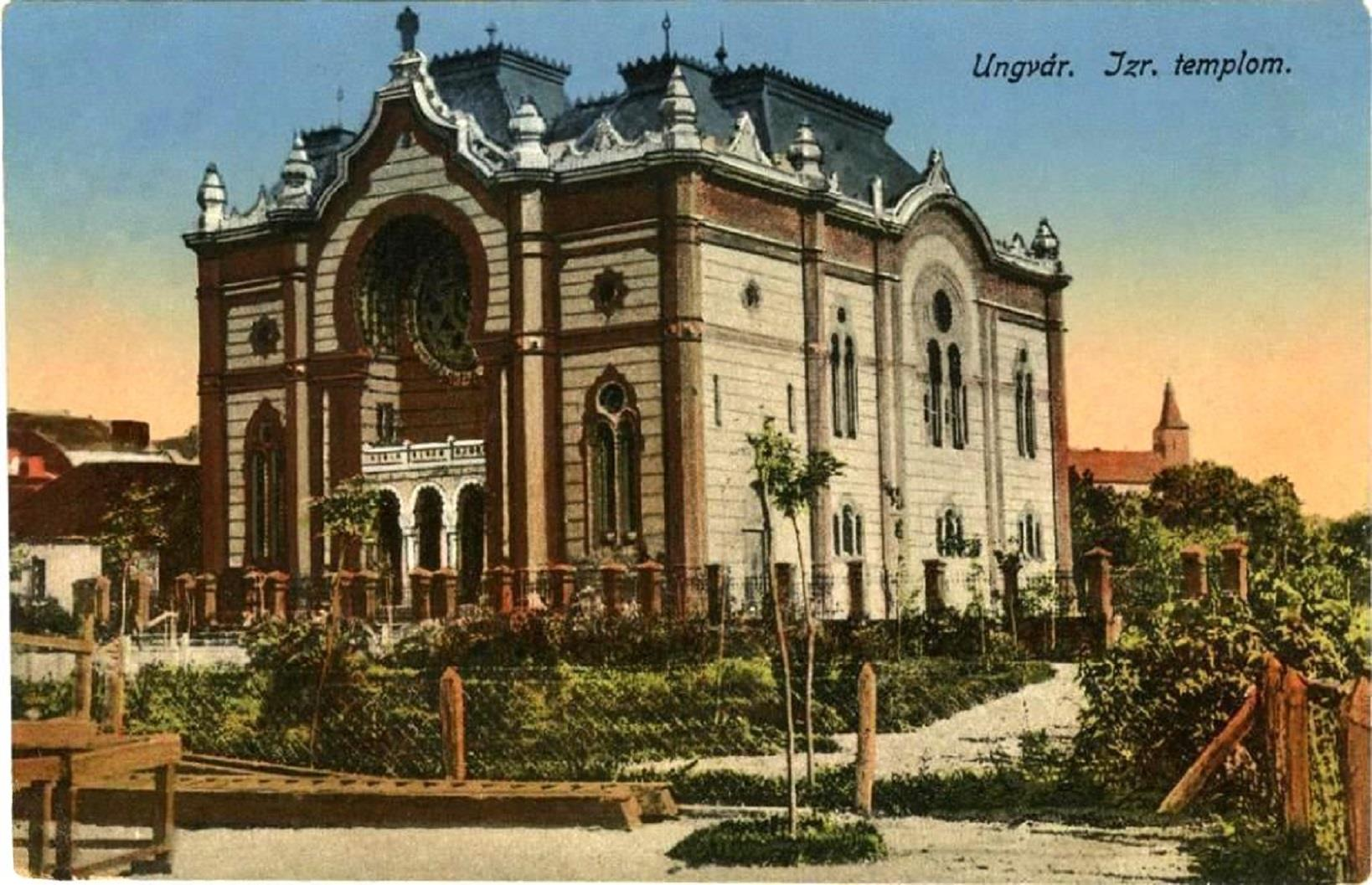
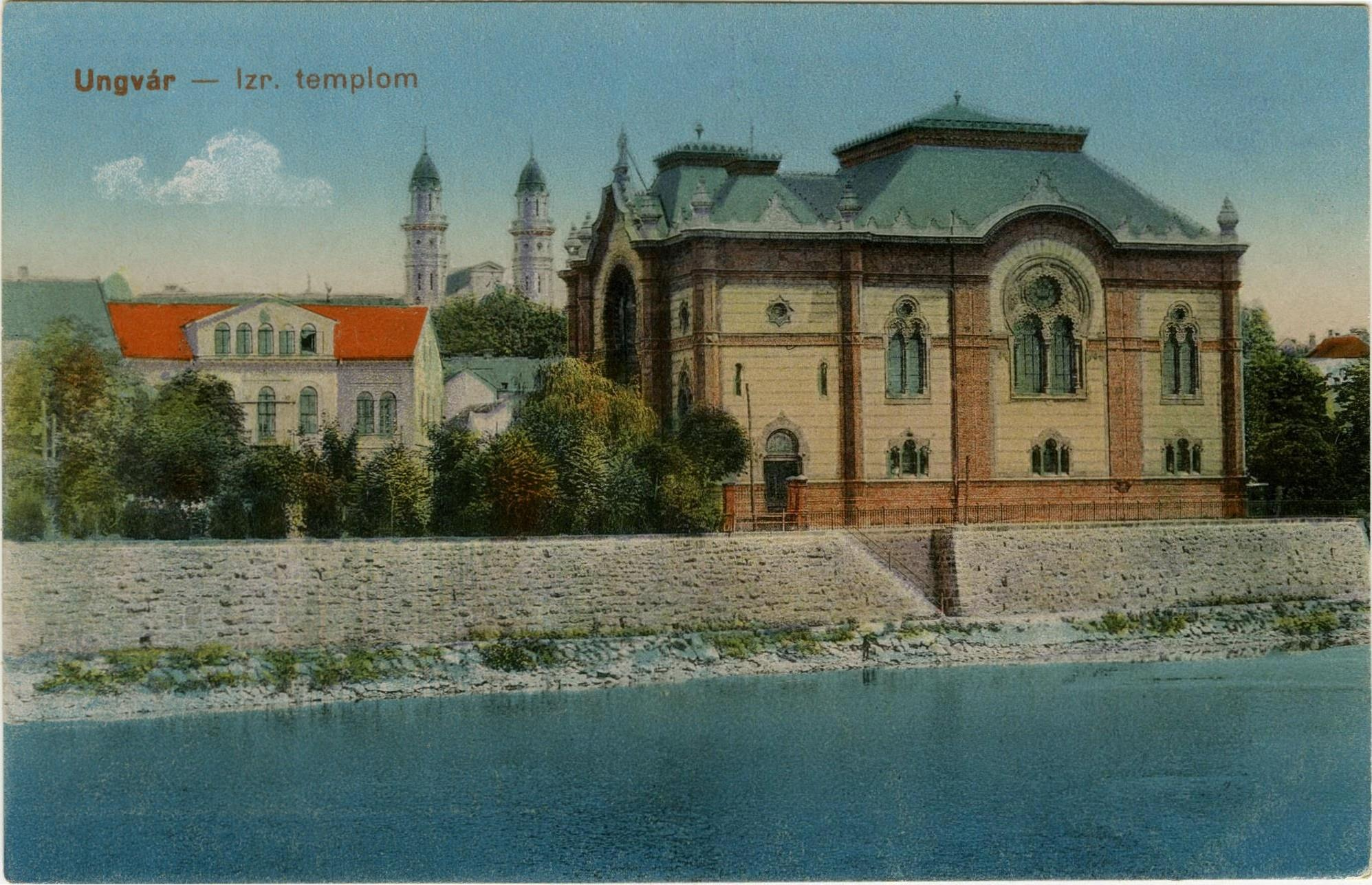
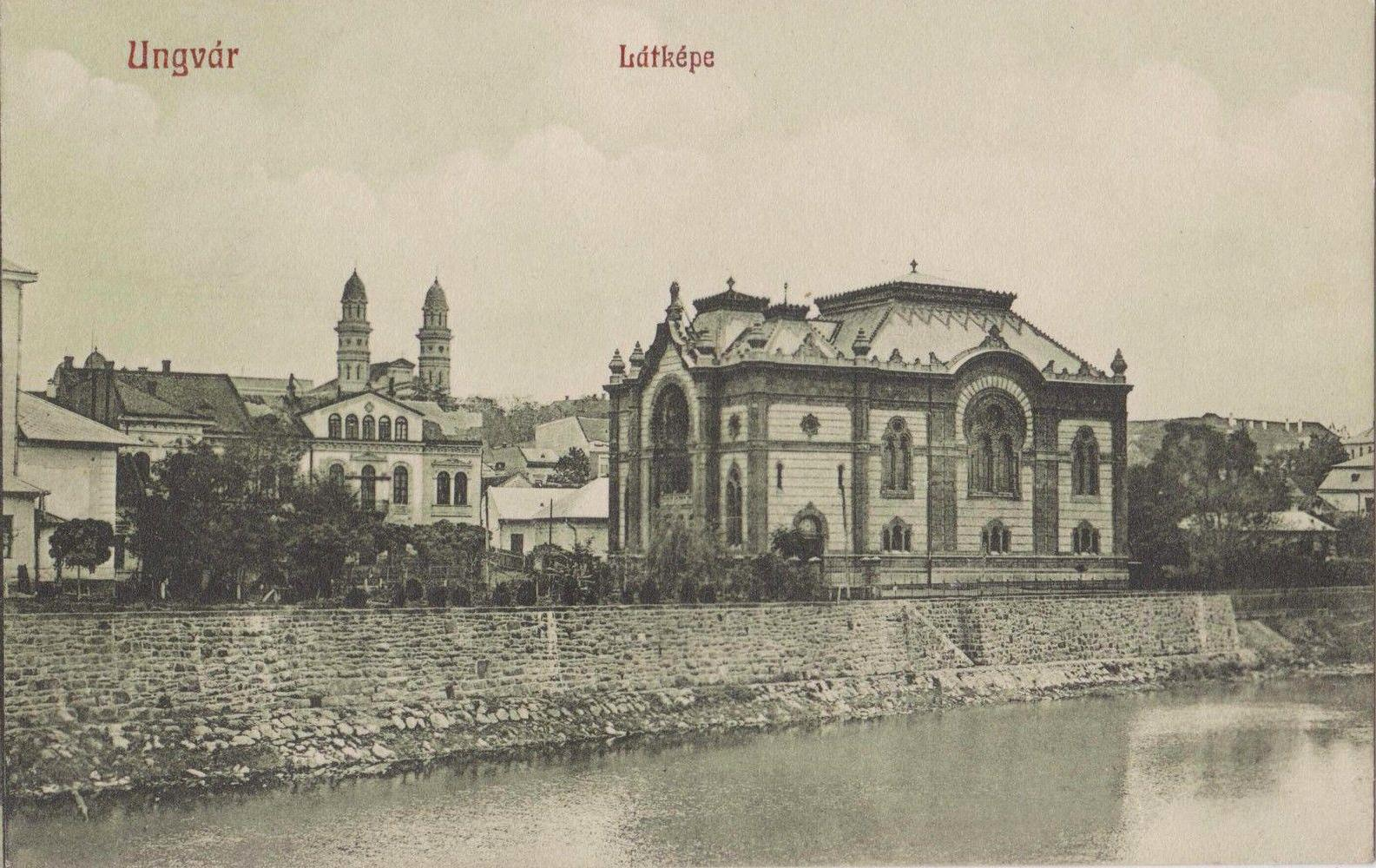
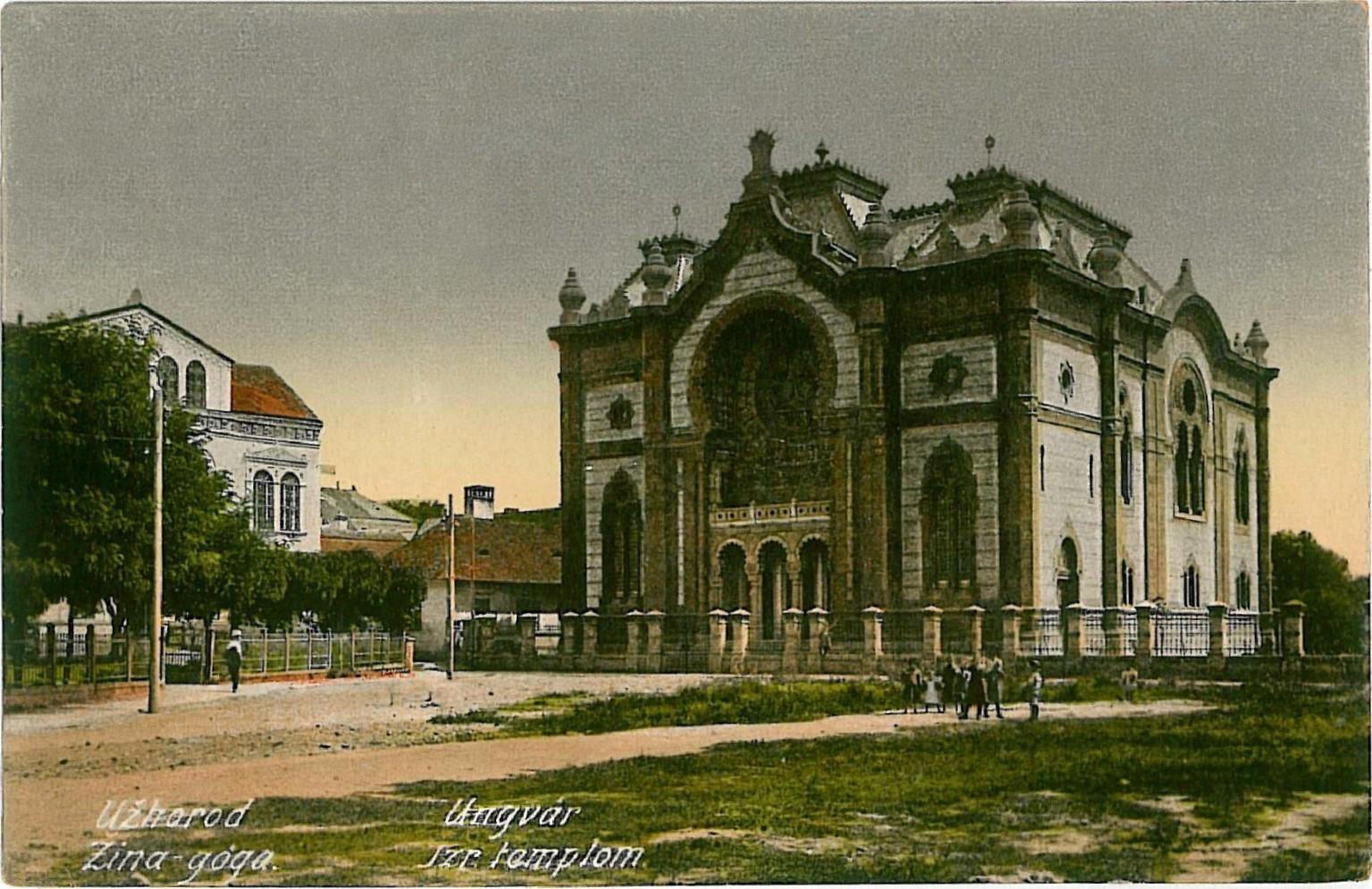
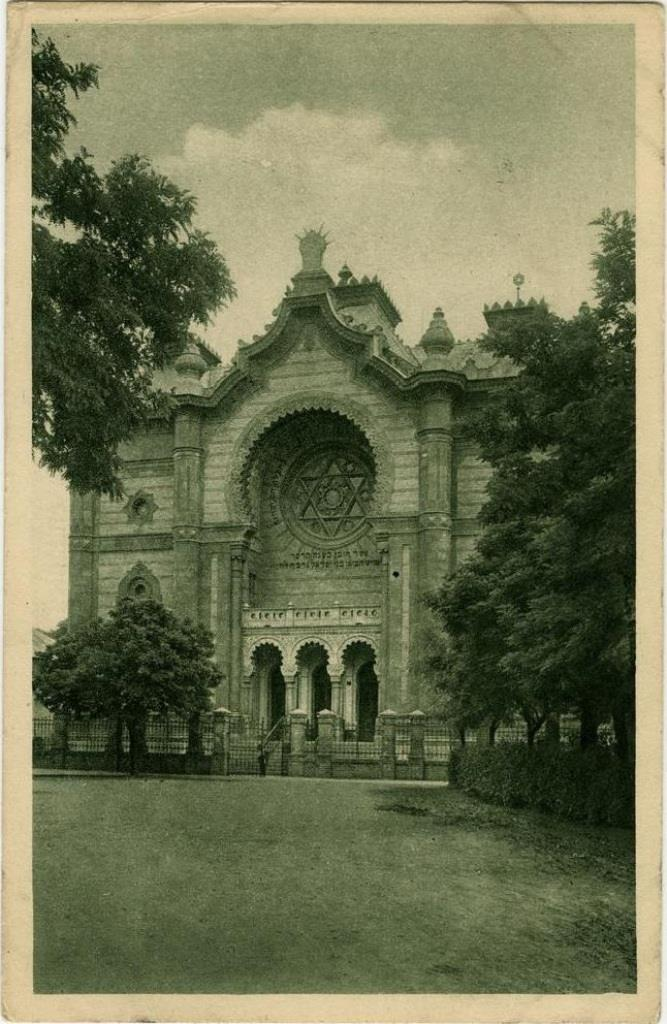
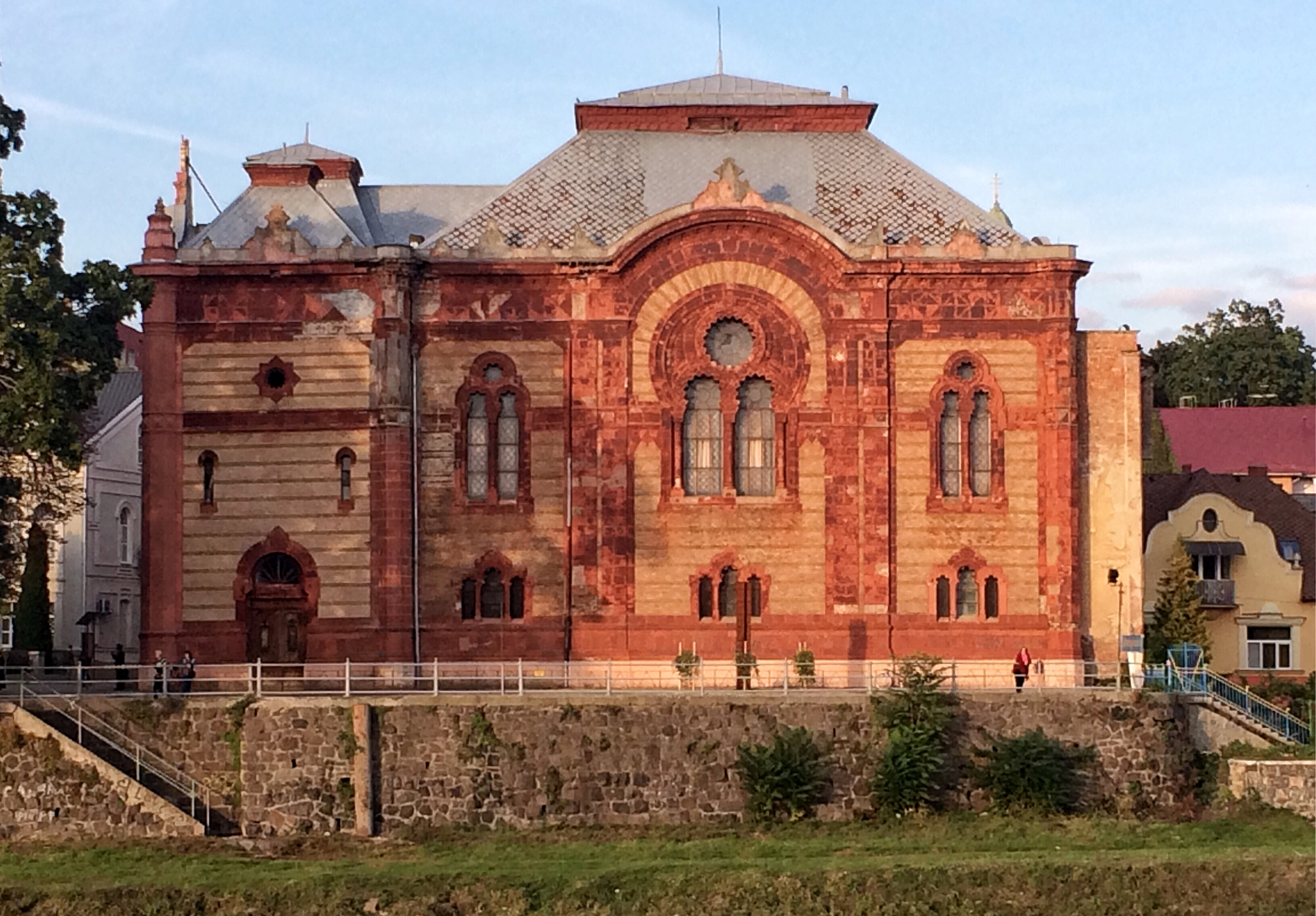